# Polylepis pauta
Polylepis pauta är en rosväxtart som beskrevs av Georg Hans Emmo Emo Wolfgang Hieronymus. Polylepis pauta ingår i släktet Polylepis och familjen rosväxter. Inga underarter finns listade i Catalogue of Life.